# Лия Сильвер
Ли́я Си́львер (англ. Liya Silver; настоящее имя — Кристи́на Щерби́нина; род. 25 февраля 1999 года, Кыргызстан) — российская порноактриса. Лауреат премий AVN Awards и XBIZ Europa Award.

## Карьера
Родилась и выросла в Кыргызстане, где жила вместе с матерью. После окончания средней школы переезжает к отцу в Санкт-Петербург, Россия. До начала карьеры в порноиндустрии работала фотомоделью.
Пришла в индустрию для взрослых в мае 2018 года в возрасте 19 лет. Её интересы представляет венгерская компания JulModels, владелицей которой является Джулия Гранди. Одной из её первых сцен стал анальный секс для студии Tushy. Помимо анальных сцен, также принимает участие в съёмках сцен мастурбации, триолизма, традиционного и межрасового секса.
Снимается как для американских, так и для европейских студий, среди которых: Babes, DDF, Mofos, Reality Kings, студии Vixen Media Group (Blacked, Tushy и Vixen), студия Марка Дорселя и другие.
В сентябре 2019 года Лия Сильвер выигрывает европейскую премию XBIZ Europa Award в двух категориях, в которых была номинирована: «Лучшая новая старлетка», а также «Лучшая сцена секса — гламкор» за сцену триолизма с участием Джии Лиссы и Альберто Бланко в видео Club VXN Vacation студии Vixen. В январе 2020 года Лия становится обладательницей двух премий AVN Awards в следующих категориях: «Лучшая новая иностранная старлетка» и «Лучшая сцена секса парень/девушка в иностранном фильме». Через год одержала победу в категориях «Лучшая лесбийская сцена в иностранном фильме» и «Лучшая сцена секса парень/девушка в иностранном фильме» премии AVN Awards. В сентябре 2021 года второй раз за карьеру награждена XBIZ Europa Award в категории «Лучшая сцена секса — гламкор».
В июле 2022 года Лия Сильвер и Джиа Лисса были избраны Ангелами Vixen.
По данным сайта IAFD на сентябрь 2021 года, снялась в более чем 80 порносценах и фильмах.
В 2020 году ей был запрещён въезд на Украину в связи с посещением Крыма в 2016 году.

## Награды и номинации
| Год  | Награда           | Результат | Категория | Фильм                                                     |
| ---- | ----------------- | --------- | --- | --------------------------------------------------------- |
| 2019 | XBIZ Europa Award | Победа    | Лучшая новая старлетка                                                                                         | н/д                                                       |
| 2019 | XBIZ Europa Award | Победа    | Лучшая сцена секса — гламкор (вместе с Альберто Бланко и Джией Лиссой)                                         | Club VXN Vacation                                         |
| 2020 | AVN Award         | Номинация | Лучшая анальная сцена в иностранном фильме (вместе с Джоссом Лескафом)                                         | Joy Ride (из Blacked Raw V19)                             |
| 2020 | AVN Award         | Номинация | Лучшая лесбийская сцена в иностранном фильме (вместе с Леной Рейф)                                             | Girl Crush                                                |
| 2020 | AVN Award         | Победа    | Лучшая новая иностранная старлетка                                                                             | н/д                                                       |
| 2020 | AVN Award         | Победа    | Лучшая сцена секса парень/девушка в иностранном фильме (вместе с Рики Манчини)                                 | Liya 4 You                                                |
| 2020 | Spank Bank Award  | Номинация | Best Breasts                                                                                                   | н/д                                                       |
| 2020 | Spank Bank Award  | Номинация | Most Photogenic Nymphomaniac                                                                                   | н/д                                                       |
| 2020 | Spank Bank Award  | Номинация | Tattooed Temptress of the Year                                                                                 | н/д                                                       |
| 2020 | XBIZ Europa Award | Номинация | Исполнительница года                                                                                           | н/д                                                       |
| 2020 | XBIZ Europa Award | Номинация | Лучшая сцена секса — гламкор (вместе с Рики Манчини)                                                           | Stars 2                                                   |
| 2020 | XBIZ Europa Award | Номинация | Лучшая сцена секса — гонзо (вместе с Мануэлем Феррарой)                                                        | Manuel’s Euro Tour: Paris                                 |
| 2020 | XBIZ Europa Award | Номинация | Лучшая сцена секса — лесбийский фильм (вместе с Нэнси Эйс)                                                     | Stunning Lesbians in Intense Action                       |
| 2021 | AVN Award         | Номинация | Иностранная исполнительница года                                                                               | н/д                                                       |
| 2021 | AVN Award         | Победа    | Лучшая лесбийская сцена в иностранном фильме (вместе с Литтл Каприс)                                           | Tender Kiss Little Caprice & Liya Silver                  |
| 2021 | AVN Award         | Номинация | Лучшая сцена группового секса в иностранном фильме (вместе с Дарреллом Дипсом, Джеком Рипфером и Джией Лиссой) | Together                                                  |
| 2021 | AVN Award         | Номинация | Лучшая сцена секса в виртуальной реальности (вместе с Кевином Уайтом)                                          | Liya Silver Fucks Photographer                            |
| 2021 | AVN Award         | Победа    | Лучшая сцена секса парень/девушка в иностранном фильме (вместе с Мануэлем Феррарой)                            | Manuel’s Euro Tour: Paris                                 |
| 2021 | XBIZ Europa Award | Номинация | Исполнительница года                                                                                           | н/д                                                       |
| 2021 | XBIZ Europa Award | Победа    | Лучшая сцена секса — гламкор (вместе с Альберто Бланко)                                                        | Apres Ski                                                 |
| 2021 | XBIZ Europa Award | Номинация | Лучшая сцена секса — лесбийский фильм (вместе с Клеа Готье и Литтл Каприс)                                     | Caprice Divas Fascinating                                 |
| 2022 | AVN Award         | Номинация | Иностранная исполнительница года                                                                               | н/д                                                       |
| 2022 | AVN Award         | Номинация | Лучшая международная лесбийская сцена (вместе с Джией Лиссой и Соней Блейз)                                    | Three Honey Bunnies                                       |
| 2022 | AVN Award         | Номинация | Лучшая международная сцена группового секса (вместе с Мартиной Смеральди и Эриком Эверхардом)                  | Rocco’s Psycho Teens 15 — Scene 3                         |
| 2022 | AVN Award         | Номинация | Лучшая международная сцена секса парень/девушка (вместе с Альберто Бланко)                                     | Passion: Liya & Alberto (из Passion)                      |
| 2022 | XBIZ Europa Award | Номинация | Исполнительница года                                                                                           | н/д                                                       |
| 2022 | XBIZ Europa Award | Номинация | Лучшая сцена секса — гламкор (вместе с Агатой Вегой и Крисом Даймондом)                                        | Kickstart                                                 |
| 2022 | XBIZ Europa Award | Номинация | Лучшая сцена секса — гонзо (вместе с Джеком Рипфером и Фредди Гонгом)                                          | Welcome Aboard                                            |
| 2023 | AVN Award         | Номинация | Иностранная исполнительница года                                                                               | н/д                                                       |
| 2023 | AVN Award         | Победа    | Лучшая международная сцена секса мужчина/женщина (вместе с Джоссом Лескафом)                                   | The Spanish Stallion: Angie Lynx vs. Liya Silver, Scene 2 |

## Фильмография
- 2018 — First Anal 7
- 2019 — Blacked Raw V19
- 2019 — Girl Crush
- 2019 — Icons 3
- 2019 — Interracial Icon 12
- 2019 — Luxure: Borrow My Wife
- 2019 — One Night In Paris[21]
- 2019 — Private Specials 269: Vacation Sex
- 2019 — Threesome Fantasies 7
- 2020 — Liya Silver Needs Dick
- 2020 — Manuel’s Euro Tour: Paris
- 2020 — Sexiest Teen Cock Sitters 2